# Trapelus tournevillei
Trapelus tournevillei är en ödleart som beskrevs av  Fernand Lataste 1880. Trapelus tournevillei ingår i släktet Trapelus och familjen agamer. IUCN kategoriserar arten globalt som livskraftig. Inga underarter finns listade i Catalogue of Life.